# Micrasema adhiram
Micrasema adhiram är en nattsländeart som beskrevs av Schmid 1992. Micrasema adhiram ingår i släktet Micrasema och familjen bäcknattsländor. Inga underarter finns listade i Catalogue of Life.